# Pajagan (Sajira)
Pajagan is een bestuurslaag in het regentschap Lebak van de provincie Banten, Indonesië. Pajagan telt 3861 inwoners (volkstelling 2010).